# Список новел «Декамерона»

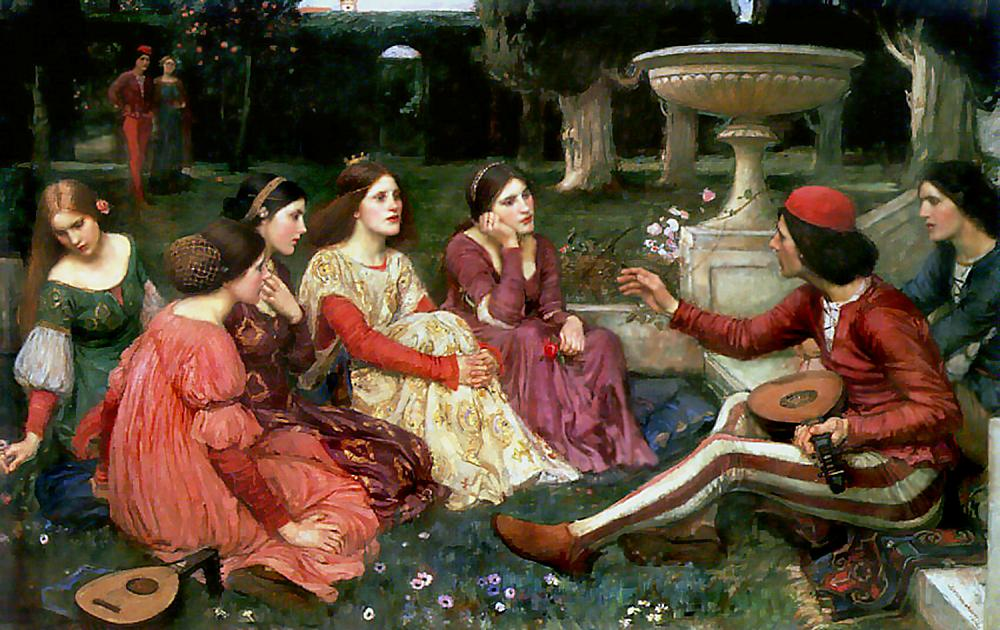
A Tale from the Decameron (1916) Джон Вільям Вотергаус

### Перший день
- I день — середа
- «Королева» — Пампінея
- «Тема» — Bільна|  | Ця стаття містить правописні, лексичні, граматичні, стилістичні або інші мовні помилки, які треба виправити. Ви можете допомогти вдосконалити цю статтю, погодивши її із чинними мовними стандартами. |

| Оповідач   | №     | Зміст | Джерело й подальше використання |
| ---------- | ----- | --- | --- |
| —          | —     | Вступ: опис чуми у Флоренції, зустрічі оповідачів і їхній від'їзд у затишне місце неподалік міста.                                                                         | |
| Памфіло    | I, 1  | Сер Чаппеллетто обманює брехливою сповіддю благочестивого ченця й помирає; негідник за життя, після смерті він визнаний святим і названий San Ciappelletto.                | Латиною переклала Олімпія Фульвія Мората, французькою — Вольтер. Екранізована Паоло Пазоліні у Декамероні (фільм, 1971). |
| Неїфіла    | I, 2  | Єврей Аврам унаслідок умовлянь Джианнотто ді Чивіньї вирушає до римського двору. Побачивши там розбещеність служителів церкви, повертається в Париж, де стає християнином. | Ранній приклад історії — Бусоне й Губбіо, «Avventuroso Ciciliano» (1311). Переробив Мартін Лютер, «Table-talk № 1899», із метою викриття розпусти Римо-католицької церкви. |
| Філомена   | I, 3  | Єврей Мельхіседек розповідає про три персні й таким чином усуває велику небезпеку, яку готував йому Саладін.                                                               | Передбачуване джерело — Стефан Бурбонський, «Сім дарів святого духа», французька поема «Li dis dou vrai aniel» (1270—1294 рр.). Первісною його редакцією вважають утрачений арабський текст XII століття. Цей же варіант ліг в основу розповіді з італійського збірника «Новелліно» (Cento Novelle Antiche, кінця XIII — початку XIV століття), де героєм є безіменний султан. Відомий також інший варіант сюжету, де притча виражає ідею не рівності релігій, а переваги християнства. Використали Лессінг у п'єсі «Натан Мудрий» (1779), Джонатан Свіфт у «Казці бочки» (1704). |
| Діонео     | I, 4  | Один монах, упавши в гріх із гарною дівчиною, гідний тяжкої кари, майстерно викрив свого абата в тому ж проступку й уникає покарання.                                      | Передбачуване джерело — італійська компіляція оповідань «Cento Novelle Antiche», LIV (XIII століття) і французьке фабліо «L Evêque qui bénit sa maîtresse». |
| Фьямметта  | I, 5  | Маркіза Монферратська обідом, приготованим із курей, і кількома милими словами притлумлює шалену пристрасть французького короля до неї .                                   | Історія за мотивами казок «Тисячі й однієї ночі» або «Книги про сім мудреців». Має аналогії в давньоруській «Повісті про Петра й Февронії», де замість страв із курятини — вода, зачерпнута в різних місцях, а також у «Повчальних байках» Федора Еміна, де ту ж роль відведено яйцям. |
| Емілія     | I, 6  | За випадково сказані слова «У мене таке гарне вино, що його покуштував би й Христос» героя починають гнобити інквізитори. Він викриває влучним словом лицемірство ченців.  | Імовірно, йдеться про П'єтро делла Аквіла, інквізитора Флоренції 1345 року або про Міно і Сан Квірико, 1332—1334 рр. Застереження про «яловичину, що пішла би на стіл самому Єгові» як причина для страти використана у фільмі «Буття Браяна за Монті Пайтоном». |
| Філострато | I, 7  | Бергаміно своєю розповіддю про Примасе й абата Клюньї спритно викриває виняткову скупість Кане делла Скала.                                                                | Уважають, що герой — реальний поет Примас Орлеанський. |
| Лауретта   | I, 8  | Гвільєльмо Борсьєре майстерно докоряє у скупості месеру Ерміно де Грімальді.                                                                                               | Джерело історії невідоме. Гвільєльмо Борсьєре згаданий у «Божественній комедії», коментатори якої говорять про боккачевський епізод як про історично достовірний. |
| Еліза      | I, 9  | Король Кіпру, зачеплений за живе однією гасконською дамою, із легкодухого стає рішучим.                                                                                    | Джерело історії — «Cento Novelle Antiche, LI» XIII століття. |
| Пампінея   | I, 10 | Маестро Альберто з Болоньї чемно присоромлює одну жінку, яка бажає зневажити його кохання до неї.                                                                          | |

### Другий день
- II день, четвер.
- «Королева» — Філомена.
- «Тема» — Доля та її мінливості: «про тих, хто після різних перипетій і понад всякого очікування досяг благоподобної мети».

| Оповідач   | №      | Зміст | Джерело і подальше використання |
| ---------- | ------ | --- | --- |
| Неїфіла    | II, 1  | Мартелліно, удаючи із себе каліку, вдає, ніби зцілився завдяки мощам святого Арріго; коли його обман виявляють, чоловіка б'ють і хапають; він ризикує бути повішеним, але зрештою рятується. | Джерело історії невідоме. |
| Філострато | II, 2  | Пограбований Рінальдо д'Асті прибуває в Кастель Гвільєльмо, де знаходить притулок в однієї вдови; винагороджений за свої втрати, він повертається додому здоровий і неушкоджений. | Імовірно, за мотивами стародавнього збірника індійських казок «Панчатантра» (II—III ст.), паралелі також є в Сомадева «Океан сказань» (XI ст.). |
| Пампінея   | II, 3  | Троє юнаків, нерозважливо розтративши своє майно, збідніли; їхній племінник, повертаючись додому в розпачі, знайомиться на шляху з абатом і виявляє, що насправді це донька англійського короля, згодом вона з ним одружується, а той, відшкодувавши дядькам усі їхні збитки, повертає їм колишнє становище. | Джерело історії невідоме. Відтворює звичайну сюжетну лінію чарівної казки. Використаний у «Пекороне», III, 1 Джованні Флорентійця. |
| Лауретта   | II, 4  | Ландольфо Руффоло, збіднівши, стає корсаром; схоплений генуезцями, потрапляє в кораблетрощу, рятується на скрині, повній коштовностей, знаходить притулок в однієї жінки у Корфу та повертається додому заможною людиною. | |
| Фьямметта  | II, 5  | Андреуччо з Перуджі, прибувши в Неаполь для купівлі коней, однієї ночі піддається трьом небезпекам і, уникнувши всіх, повертається додому власником рубіна. | Є комбінацією двох попередніх джерел: початок історії з «Boivin de Provins» Куртуаза Аррасского (1228), фрагмент із могилою архієпископа — із грецького роману «Повість про Габрокоме і Антії» Ксенофонта Ефеського (сер. II ст. н. е.). Перетворено в п'єсу «Філософ» П'єтро Аретіно, причому ім'я героя змінене на «Боккаччо». Екранізував Пазоліні. |
| Емілія     | II, 6  | Мадонну Берітолу знайшли на одному острові з двома ланями після того, як вона втратила двох синів; жінка вирушає в Луніджьяну, де один із її синів йде на службу до володаря країни, зближується з його донькою та через це стає ув'язненим. Сицилія повстає проти короля Карла; син, якого впізнає матір, одружується із донькою свого пана; його брата знаходять, і обидва повертають собі колишнє високе становище. | Бере початок з англійської роману «Sir Isumbras» (1320). |
| Памфіло    | II, 7  | Новела про Алатіель. Султан Вавилонії укладає шлюб своєї доньки з королем дель Гарбо; унаслідок різних випадковостей вона в різних місцях протягом чотирьох років потрапляє до рук до дев'яти чоловіків; нарешті повертається до батька як незаймана, стає, як і раніше мала намір, дружиною короля дель Гарбо. | Є еклектичною новелою, що поєднує різні джерела — за деякими припущеннями, «1001 ніч», роман Ксенофонта Ефеського тощо. Відтворює в пародійному ключі жанрові особливості грецького роману, зокрема збереження героїнею цнотливості. Сюжет використав Лафонтен. |
| Еліза      | II, 8  | Граф Анверський унаслідок помилкового звинувачення вирушає у вигнання, залишивши двох своїх дітей у різних місцевостях Англії; повернувшись невпізнаним, знаходить їх у доброму становищі, іде як конюх у військо французького короля і, визнаний невинним, повертає собі в попереднє становище. | Можливе джерело — реальна історія П'єра делла Бросса (її згадує Данте в «Чистилищі») і леді Брабанту; а літературно — прованський романс трубадура Arnaut Vidal de Castelnou d Ari «Guillaume de la Barre» (1318). У будь-якому випадку, сюжет повторюється так часто (Йосип і дружина Потіфара, Федра та Іполліт), що його першоджерело знайти важко. |
| Філомена   | II, 9  | Бернабо з Генуї, якого ошукав Амброджіоло заради парі, втрачає своє надбання й велить убити свою безневинну дружину. Вона рятується, після чого в чоловічому вбранні служить у султана; викривши ошуканця, вона направляє Бернабо в Олександрію, де обманщик покараний, а вона, знову вдягнувшись у жіноче вбрання та розбагатівши, повертається з чоловіком у Геную.                                                  | Шекспір у «Цимбеліне» використав мотив парі про невинність дружини та про обман чоловіка, запозичивши його з німецької розповіді XV століття «Frederyke von Jennen», створеної на основі «Декамерона». Також існує французький романс «Roman de la Violette ou de Gerard de Nevers», який написав Gilbert de Montreuil. До «Декамерона» походить руська «Повість про купця, що заклався про чесноти дружини своєї», із якої постало багато казок. Екранізована в «Ночах Декамерона». |
| Діонео     | II, 10 | Паганіно з Монако викрадає дружину месера Річчьярдо й Кінзика, який, дізнавшись, де вона, вирушає за нею; подружившись із Паганіно, він просить віддати жінку йому. Той погоджується, якщо на те її воля; але вона не бажає повернутися і, по смерті месера Річчардо, стає дружиною Паганіно. | Сюжет використав Лафонтен. Екранізована в «Ночах Декамерона». |

### Третій день
- III день, неділя.
- «Королева» — Неїфіла.
- «Тема» — Винахідливість і спритність: «про тих, хто завдяки своїй кмітливості здобув що-небудь ними сильно бажане або повернув утрачене».

| Оповідач   | №       | Зміст | Джерело і подальше використання |
| ---------- | ------- | --- | --- |
| Філострато | III, 1  | Мазетто з Лампореккіо прикидається німим, працює садівником в обителі черниць, а ті змагаються за можливість зійтися з ним. | «Cento Novelle Antiche», LXII. Сюжет використав Лафонтен. Екранізував Пазоліні. |
| Пампінея   | III, 2  | Один конюх спить із дружиною короля Агилульфа, про що король таємно дізнається і, розшукавши коханця жінки, зістригає йому волосся. Обстрижений конюх стриже всіх інших і так виплутується з біди. | Сюжет узято з «Панчатантри» або «Історії» Геродота з декількома ідеологічними змінами, також може бути з «Cento Novelle Antiche» (2-га частина новели С). Сюжет використав Лафонтен. |
| Філомена   | III, 3  | Під виглядом сповіді й щиросердного визнання, закохана дама спонукає поважного ченця, який ні про що не здогадується, влаштувати так, щоби її бажання щодо коханого було повністю задоволене. | Сюжет використали Джованні Серкамбі («Новели», CVI), Лафонтен, а також у п'єсах Лопе де Вега «Винахідлива кохана» та Мольєра «Школа чоловіків» (1661). |
| Памфіло    | III, 4  | Дон Феліче наставляє брата Пуччьйо, як стати блаженним, піддавши себе покаянню; Пуччьйо так і вчиняє, а дон Феліче водночас зраджує брату з його дружиною. | Аналогічний розповіді Мельника в Чосера. Сюжет використав Серкамб («Новели», CXI, CXVII). |
| Еліза      | III, 5  | Зима дарує свого парадного коня месеру Франческо Верджеллезі, за його згоди, говорить із дружиною чоловіка; коли вона мовчить, він відповідає за неї від її ж особи, і все відбувається згідно з його відповіддю. | Історію можна знайти в стародавньому санскритському збірнику «Hitopadesha» (XII ст. до н. е.); автор почерпнув її, імовірно, із латинського перекладу «Романа про семи римських мудреців» (XII ст.). Сюжет використав Лафонтен. |
| Фьяметта   | III, 6  | Риччьярдо Мінутоло кохає дружину Филіппелло Фігінольфи; дізнавшись, що вона ревнива, чоловік, розповівши їй, що Філіппелло на наступний день призначив побачення в лазні його дружині, влаштовує так, що сама дама вирушає туди і, думаючи, що була з чоловіком, дізнається, що віддалася Риччьярдо.                                                                               | Можливо, історія з «Роману про сім римських мудреців», відома також у Саккетти («Триста новел», CCVI). Сюжет використав Шекспір і Лафонтен. Версія Михайла Чулкова «У чужому бенкеті похмілля» (зб. «Пересмішник або Слов'янські казки»). |
| Емілія     | III, 7  | Тедальдо, посварившись зі своєю коханкою, їде з Флоренції; за деякий час повертається туди як паломник, говорить із нею, рятує життя її чоловіка, якого звинувачують у його вбивстві, мирить його з братами й розумно благоденствує з його жінкою. | Джерела не виявлено. |
| Лауретта   | III, 8  | Ферондо, покуштувавши якогось порошку, був похований замість мертвого; його витягує з могили абат, який зраджує йому з його дружиною; чоловіка садять у в'язницю й запевняють, що той у чистилищі; воскреснувши, він виховує сина, народженого від абата та його жінки. | Можливо, із французького фабліо «Le Vilain de Bailleul» Жана де Бове. Є паралелі в Сомадеви та в «Римських діяннях». Сюжет використав Лафонтен. |
| Неїфіла    | III, 9  | Новела про доньку лікаря. Джилетта з Нарбонни виліковує французького короля від фістули; просить шлюбу з Бельтрамо Росильйонським; одружившись із нею, він проти її волі вирушає у Флоренцію; тут чоловік доглядає за дівчиною; уважаючи, що спить із нею, він спить із Джилеттою; жінка народжує від нього двох синів, а чоловік згодом починає поводиться з нею, як із дружиною. | Джерело — п'єса санскритського драматурга Калідаси «Упізнана Шакунтада» (I тис. н. е.), була у французькому перекладі. На основі новели «Декамерона» написана п'єса Шекспіра «Усе добре, що добре закінчується», імовірно, опираючись на переклад із французької «Palace of Pleasure» Вільяма Пейнтера, мотив використано в «Повісті про Петра і Февронію». Екранізовано в «Ночах Декамерона». |
| Діонео     | III, 10 | Неповнолітня Алібек стає пустельницею; чернець Рустико, вдаючи, ніби навчає її, як заганяти диявола в пекло, спить із нею; повернувшись від ченця, вона стає дружиною Неєрбала. | Джерела не виявлено. Сюжет використав Лафонтен. |

### Четвертий день
- IV день, понеділок.
- «Король» — Філострато.
- «Тема» — Трагічне кохання: «про тих, чиє кохання мало нещасливий результат».

| Оповідач   | №      | Зміст | Джерело і подальше використання |
| ---------- | ------ | --- | --- |
|            |        | Велике авторське введення з новелою про Філіппо Бальдуччі і гусей, по суті 101-ю новелою «Декамерона». | Джерело — «Рамаяна»; сюжет був популярний у Середньовіччі, зустрічаючись в «Варлаама і Иосафаті» (VIII століття), однієї з exempla Жака де Вітрі (XIII століття), в улюбленому Боккаччо «Cento Novelle Antiche» XIII «Семи римських мудреців», італійському збірнику «Fiori di Virtu» (XIV століття), «De heremita iuvene» Одо Ширтонського (12 століття), і одному французькому фабліо. Ймовірно, джерелами цієї новели послужили останні два тексти. Сюжет використаний Лафонтеном, а також Лєсковим у «Зайвій материнській ніжності». |
| Фьямметта  | IV, 1  | Новела про Гісмонде Танкред, принц Салернський, вбиває Ґвіскардо, коханця доньки Ґісмондаи і посилає їй у золотому кубку його серце; поливши його отруєною водою, вона випиває її і вмирає. | Одна з найвідоміших новел Декамерона. На основі нібито реального вбивства трубадура Гільйом де Кабестаня, також мотив зустрічається в «Роман про кастельяне з Кусі» та «Ле про Іньйоресе». Походять також з сюжету про Трістана та Ізольду. Переклади на українську мову: Леонардо Бруні (1438—1439) і Філіппо Бероальдо (1488). На основі Боккаччо: віршована трагедія «Панфіла» (1499), авторства Антоніо Каммелли на прізвисько Пістоя, трагедія «Танкред» (1598) Помпонія Тореллі, «Річчарда» (1813) Уго Фосколо. З'являється у фольклорному збірнику «Child Ballads» під номером 269 — «Lady Diamond», Ганса Сакса — «Прежалісна трагедія про князя Конкрете». В честь Ґісмондаи названий астероїд 492 Ґісмонда, відкритий у 1902 році. |
| Пампінея   | IV, 2  | Чернець Альберт запевняє одну жінку, що в неї закоханий янгол, і в його образі кілька разів сходиться із нею; потім, боячись її родичів, кидається з вікна її будинку і знаходить притулок у будинку одного бідняка, який на наступний день веде його, переодягненого дикуном, на площу, де його впізнають, а братія хапає і кидає в темницю.                                                                                           | Ймовірне джерело — один з епізодів життя Олександра Македонського — історія Нектанеба і Олімпіади (4-та книга Псевдо-Каллісфена); сюжет також використовується «Юдиних старожитності» Йосифа Флавія — історія Деція Мунда і Пауліни, «Панчатантре» «і» «1001 ночі». |
| Лауретта   | IV, 3  | Троє молодиків кохають трьох сестер, з якими і втікають до Криту; старша з ревнощів вбиває свого коханця, друга, віддавшись герцогу Криту, рятує першу від смерті, але вбита своїм коханцем, який і тікає із першою. У цьому вбивстві звинувачений третій коханець із третьою сестрою; будучи схоплені, вони беруть на себе провину, але від страху смерті, підкупивши грошима варту, біжать, збіднілі, у Родос, де вмирають у злиднях. | |
| Еліза      | IV, 4  | Джербіно на противагу чесному слову, даному його дідом, королем Гвільєльмо, нападає на корабель туніського короля, щоб викрасти його донька; присутні на кораблі, вбивають її, він вбиває їх, а йому самому відсікають згодом голову. | Відомих джерел не виявлено. Варіює мотив далекого кохання, відомого з історії трубадура Джауфре Рюделя. |
| Філомена   | IV, 5  | Новела про горщик із базиліком Брати Ізабелли вбивають її коханця; він являється їй уві сні і вказує, де похований. Потайки викопавши його голову, вона кладе її в горщик базиліка і щодня подовгу плаче над нею; брати забирають її у Ізабелли, після чого вона невдовзі помирає від горя. | Одна з найбільш популярних новел Декамерона, можливо, є беллетризацією народної пісні, яка наведена уривком у тексті. Послужила джерелом поемі Джона Кітса «Ізабелла, або горщик із базиліком». Екранізована Пазоліні. |
| Памфіло    | IV, 6  | Андреола кохає Габріотто; вона розповідає йому сон, що він їй — інший і раптово помирає в її обіймах. Коли вона зі своєю служницею несе його до його будинку, варта забирає їх, і Андреола показує, як було діло. Подеста хоче вчинити їй насильство, вона противиться тому; чує її батько і звільняє її, як невинну, але вона, не бажаючи більше жити в світському світі, йде в черниці.                                               | |
| Емілія     | IV, 7  | Симона кохає Пасквіно. Обидва в саду: Пасквіно потер зуби шавлією і вмирає, Симона схоплена, бажає показати судді, як загинув Пасквіно, тре собі зуби листком тієї шавлії і також вмирає. | Сюжет використаний Альфред де Мюссе «Сімоне». |
| Неїфіла    | IV, 8  | Джіроламо любить Сальвестру; вирушає, спонукуваний проханнями матері, в Париж; повернувшись, знаходить її одруженою, таємно проникає в її будинок і помирає біля неї; коли його понесли до церкви, Сальвестра помирає біля нього. | Використане Мюссе «Сільвії». |
| Філострато | IV, 9  | Месер Гвільєльмо Росильйоне дає своїй дружині скуштувати серце месера Гвільєльмо Гвардастаньйо, їм убитого і коханого нею; дізнавшись про це, вона кидається згодом із високого вікна, вмирає, і похована разом зі своїм коханим. | Так як має багато паралелей з IV, 1, можливо, виникає з тих же джерел. |
| Діонео     | IV, 10 | Дружина одного лікаря кладе свого коханця, очманілого зіллям, але визнаного мертвим у скриню, яку і забирають до себе разом із тілом двоє лихварів. Прокинувшись, коханець схоплений, як злодій: служниця пані розповідає судді, що це вона поклала його в скриню, викрадену лихварями; внаслідок цього він уникає шибениці, а лихварі за викрадення скрині присуджені до грошової пені.                                                | |

### П'ятий день
- V день, вівторок.
- «Королева» — Фьяметта.
- «Тема» Кохання зі щасливим кінцем: «про те, як після різних сумних і нещасливих пригод з закоханими трапилося щастя».

| Оповідач   | №     | Зміст | Джерело і подальше використання |
| ---------- | ----- | --- | --- |
| Памфіло    | V, 1  | Неосвічений Чимоне (тобто «Худоба»), покохавши стає мудрим і викрадає на морі Іфігенію, свою милу; він заточений у Родосі; Лізимах звільняє його, і обидва вони захоплюють Іфігенію й Кассандру з їх шлюбного торжества, з ними вони біжать у Крит, одружуються на них, і всі разом викликані додому. | Швидше за все, історія взята з «Варлаама і Йосафата» (VIII століття). Використаний Гансом Саксом. |
| Емілія     | V, 2  | Костанца любить Мартуччіо Гоміто; почувши про його смерть, вона в розпачі сідає одна в човен, який вітер відносить до Сузи; знайшовши його живим у Тунісі, вона відкривається йому, а він, ставши близьким до короля за подані йому поради, одружується з нею і разом із нею повертається на Ліпарі багатою людиною. | Ймовірно заснований на реальних подіях, описаних у хроніці Джованні Віллані: йдеться про напад Хассана на Єгипет у 1299 році. Алюзії на цю новелу в романі Джордж Еліот «Ромола». |
| Еліза      | V, 3  | П'єтро Боккамацца тікає з Аньйолеллою, зустрічає розбійників, дівчина тікає в ліс, і її приводять в один замок; П'єтро схоплений, але рятується з рук розбійників, після декількох пригод потрапляє в замок, де була Аньйолелла, одружується з нею, і вони разом повертаються в Рим. | |
| Філострато | V, 4  | Про спеку і ловлю солов'я: Риччьярдо Манарді захоплений месером Ліціо да Вальбона у його доньки, з якою одружується, помирившись із її батьком. | Деякі вчені шукають коріння в «Ле про Лаустике» Марії Французької, але схожість не дуже сильна; можливо, обидва тексти виходять з одного усного оповідання. Або ж «Gesta Romanorum», 121. Використана Лопе де Вега «No son todos ruiseñores». Екранізована Пазоліні. |
| Неїфіла    | V, 5  | Гвідотто з Кремони доручає Джьякоміно з Павії свою прийомну доньку і вмирає, у Фаєнці в неї закохуються Джьянноле ді Северино та Мінгіно ді Мінголе і вступають один з одним у суперечку; дівчина виявляється сестрою Джьянноле, і її видають за Мінгіно. | Відтворена типова сюжетна схема римської комедії. Найбільш близький аналог — «Епідік» Плавта. |
| Пампінея   | V, 6  | Джьянні з Прочиди захоплений із коханою ним дівчиною, яка віддана була королю Федеріго: разом із нею прив'язаний до кілка, щоб бути спаленим; впізнаний Руджьєрі делль Оріа, звільнений ним і одружується з дівчиною. | Відтворює кульмінаційний епізод юнацького роману Боккаччо «Філоколо», який, своєю чергою, заснований на анонімному «Флуар і Бланшефлор». |
| Лауретта   | V, 7  | Теодоро закоханий у Віоланту, доньку месера Амеріго, свого пана; вона завагітніла від нього, а він засуджений до шибениці. Коли його ведуть на страту під ударами батогів, він пізнаний своїм батьком і, звільнений, бере Віоланту собі в дружини. | Сюжет попередньої новели, але з іншою кінцівкою. |
| Філомена   | V, 8  | Настаджіо дельї Онесті, закоханий у дівчину з родини Траверсарі, розкидає свої статки, не отримуючи взаємності. На прохання своїх, він їде в Кьясі і тут бачить, як один вершник переслідує дівчину, вбиває її і дві собаки її пожирають. Він запрошує своїх рідних і свою милу на обід: вона бачить, як мучать ту ж дівчину, і, побоюючись такої ж долі, одружується з Настаджіо. | Можливо, сюжет узятий з «Хроніки» Гелінанда з Фруамона, але сюжет був так поширений, що Боккаччо міг скористатися іншими джерелами або усною традицією. Використаний мотив дикого полювання. Боттічеллі на сюжет цієї новели написав свій знаменитий і загадковий цикл картин. |
| Фьяметта   | V, 9  | Федеріго дельї Альбериги кохає, але не взаємно, розкидає на залицяння усе своє майно, і у нього залишається всього один сокіл, якого, за відсутністю нічого іншого, він подає на обід своїй пані, що прийшла його провідати; дізнавшись про це, вона змінює свої почуття до нього, одружується з ним і робить його багатою людиною. | Одна з найбільш популярних новел. Сюжет спочатку з перської казки. (Є паралель цієї історії і в оповіданні про Хатиме Тае (VI століття), що убив свого коня, щоб гідно пригостити посла візантійського імператора). Використовується Гансом Саксом, Лафонтеном, Лопе де Вегою, Лонгфелло у вірші «The Falcon of Ser Federigo» (зб. «Tales of a Wayside Inn», 1863) і лордом Теннісоном у п'єсі «Сокіл» (1879), Бортнянський написав оперу «Сокіл Федеріго дельї Альбериги». |
| Діонео     | V, 10 | П'єтро ді Вінчьйоло йде вечеряти поза межами дому, його дружина запрошує до себе молодого чоловіка, П'єтро повертається, а вона ховає коханця під кошики з-під курчат. П'єтро розповідає, що в будинку Ерколано, з яким він вечеряв, знайшли молодого чоловіка, захованого там його жінкою; дружина П'єтро сварить дружину Ерколано; на біду, осел наступає на пальці того, хто знаходиться під кошиком; він кричить. П'єтро біжить туди, бачить його і дізнається обман дружини, з якою під кінець, по своїй ницості, мириться. | Історія з «Золотого осла», IX, 14—28 Апулея. |

### Шостий день
- VI день, середа.
- «Королева» — Еліза.
- «Тема» — Дотепність: «про тих, хто, будучи зачеплений яким-небудь гострим словом, відплатив за те, або швидкою відповіддю і винахідливістю уникнув шкоди, небезпеки або образи».

| Оповідач   | №      | Зміст | Джерело і подальше використання |
| ---------- | ------ | --- | --- |
| Філомена   | VI, 1  | Якийсь дворянин обіцяє мадонні Оретте розповісти їй таку новелу, що їй здасться, ніби вона їде на коні, але розповідає її невміло, та просить його спустити її з коня. | Більшість історій цього дня не мають літературних попередниць і, мабуть, народжені фантазією власне Боккаччо. Далекий прототип цієї новели знаходять в «Cento Novelle Antiche», LXXXIX. Сюжет використаний Серкамби («Новели», CXXI).                                    |
| Пампінея   | VI, 2  | Хлібник Чисті просвітлює одним словом Джері Спіна, який звернувся до нього з нескромним проханням.                                                                     | Відома близькість із двома новелами «Cento Novelle Antiche» XXI і XLIII. |
| Лауретта   | VI, 3  | Монна Нонна винахідливою відповіддю припиняє непристойні жарти флорентійського єпископа.                                                                               | Сюжет використаний Серкамби («Новели», CXLVI). |
| Неїфіла    | VI, 4  | Кікібіо, кухар Куррало Джьянфільяції, влучним словом, сказаним у свій порятунок, звертає гнів Куррадо в сміх і уникає злої долі, якою погрожував йому Куррадо.         | Близькість з епізодом «Метаморфоз» Апулея (VIII, 31). |
| Памфіло    | VI, 5  | Месер Форезе да Рабатта і месер Джотто, живописець, повертаючись із Муджелло, взаємно знущаються над своїм жалюгідним виглядом.                                        | Біографами Джотто вважається історично достовірним Екранізована Пазоліні. |
| Фьямметта  | VI, 6  | Мікеле Скальда доводить деяким молодим людям, що Барончі — найблагородніші люди на світі, і виграє вечерю.                                                             | |
| Філострато | VI, 7  | Мадонна Філіппа, захоплена чоловіком із її коханцем і викликана в суд, звільняє себе швидкою, жартівливою відповіддю і дає тим привід змінити закон.                   | |
| Емілія     | VI, 8  | Фреско радить своїй племінниці не заглядати в дзеркало, якщо, як вона говорила, що їй неприємно бачити гидких людей.                                                   | |
| Еліза      | VI, 9  | Гвідо Кавальканті глузує, під виглядом пристойного жарту, з кількох флорентійських дворян, що застали його зненацька.                                                  | Сюжет використаний Анатолем Франсом в оповіданні «Месер Гвідо Кавальканті» (зб. «Криниця св. Клари»). |
| Діонео     | VI, 10 | Брат Чиполла обіцяє деяким селянам показати перо янгола, але, знайшовши замість нього вугілля, каже, що це ті, на яких засмажили Сан Лоренцо.                          | Спочатку з санскритської збірки казок «Canthamanchari». Ім'я головного героя, брата Чиппола («цибуля») — одного кореня з Чиполліно. Розповідь про уявні мощі поширена у Середньовіччі (Сакетти, «Триста новел», LX; Чосер, пролог до «Розповіді продавця індульгенцій»). |

### Сьомий день
- VII день, четвер.
- Король — Діонео.
- «Тема» — Глузування над чоловіками: «про жарти, які через кохання або для свого спасіння, дружини робили над своїми чоловіками, було то їм відомо, чи ні»

| Оповідач   | №       | Зміст | Джерело і подальше використання |
| ---------- | ------- | --- | --- |
| Емілія     | VII, 1  | Джьянні Логтерингі чує вночі стукіт у двері, будить дружину, а вона запевняє його, що це привид: вони йдуть виголосити над ним заговорну молитву, і стукіт припиняється. | З французького фабліо П'єра Альфонса «Le revenant». |
| Філострато | VII, 2  | Перонелла ховає свого коханця, під час повернення чоловіка додому, у винну бочку; чоловік каже що продав її, а дружина каже, що вже продала її дорожче людині, яка влізла в неї, щоб оглянути, міцна вона; той вилазить із неї і, велівши чоловікові ще вискоблити її, забирає її додому. | З апулеєвського «Золотого осла» IX, 5. Використана Серкамби («Новели», CXXXVI) і Лафонтеном. Екранізована Пазоліні; включена в Кілька любовних історій. |
| Еліза      | VII, 3  | Брат Рінальдо спить із своєю кумою; чоловік застає його в одній кімнаті з нею, а вона запевняє його, що чернець заговорював глисти у свого хрещеника. | Має безліч попередніх версій латиною, італійською та французькою. Використаний Саккетти (CCVII) і Серкамби (CLI). |
| Лауретта   | VII, 4  | Одного разу вночі Тофано замикається будинку від дружини, коли, незважаючи на її прохання, її не впускають, вона робить вигляд, ніби кинулася в колодязь, а кидає туди великий камінь, Тофано вибігає з хати і спішить туди, а вона, увійшовши в будинок, замикається, залишивши його зовні, і сварячи, ганьбить його.                                                                       | З санскритського збірника «Шукасаптати» (VI століття), в латинській версії «Disciplina Clericalis» Петруса Альфонсі, «Gesta Romanorum», «Книзі про сім мудреців». Використана Серкамби (CXLIII). Мотив самогубства використаний Мольєром у п'єсі «Жорж Данден» та у приписуваному йому ж фарсі «Ревнощі Барбулье». |
| Фьямметта  | VII, 5  | Ревнивець, під виглядом священика, сповідує свою дружину, а вона його запевняє, що кохає священика, який приходить до неї щоночі. Поки ревнивець потайки сторожить у двері, дружина велить коханцеві пройти до неї з даху і проводить із ним час. | Багато попередників. Можливо, з більш раннього французького фабліо «Про лицаря, який сповідував свою дружину» або епізоду провансальського романсу «Фламенка», або «приклад» із зібрання Якова з Вітрі, але схожість недостатньо близька. |
| Пампінея   | VII, 6  | До мадонни Ізабеллі, коли у неї був Леонетто, приходить месер Ламбертуччьйо, який її кохав; коли повернувся її чоловік, вона висилає Ламбертуччьйо з ножем у руці з дому, а її чоловік проводжає Леонетто. | З поширеної розповіді (є латиною — «Про сім римських мудреців», у Петруса Альфонсі, в Gesta Romanorun, французькою в фабліо «Про сокола», перською та івриті, «Книзі папуги» Зіяуддина Нахшабі, «1001 ночі»), що йде від санскритського збірника «Hitopadesha». Новела «Декамерона» використана Поджо Браччолини, «Книга фацетій» CCLX.                                                                                   |
| Філомена   | VII, 7  | Лодовіко відкривається мадонні Беатріче в коханні, яке до неї живить; вона посилає свого чоловіка Егано, одягнувши його в свою сукню, в сад і спить із Лодовіко, який, піднявшись, вирушає в сад і колотить Егано. | Друга частина, з прийомом дружини — з французьких фабліо (варіанти: «Містянка з Орлеана», «Лицар, його дружина і клірик», «Про даму, якій вдалося побити свого чоловіка»). Новелу Боккаччо використовували Флорентієць Джованні («Пекороне», III, 2) і Лафонтен. |
| Неїфіла    | VII, 8  | Аррігуччьо Берлінгєрі починає ревнувати свою дружину Сисмонду; вони прив'язує собі нитку до пальця, щоб дізнатися, коли прийде її коханець. Чоловік здогадується про це, але, поки він переслідує коханця, дружина кладе замість себе в ліжко іншу жінку, яку чоловік б'є, зістригає їй коси, а потім вирушає за братами дружини, які, побачивши, що все це неправда, обсипають його лайкою. | «Панчатантри» («Хитопадеши», «1001 ночі»)», ймовірно, у французькому переказі «Про даму, яка переконала свого чоловіка, що все це йому наснилося», є фольклорні паралелі. |
| Памфіло    | VII, 9  | Лідія, дружина Никострата, кохає Пірра, який, щоб переконатися в цьому, вимагає від неї виконання трьох умов, які вона і виконує; крім того, вона бавиться з ним у присутності Никострата, якого переконує, що все, ним бачене, не дійсно. | Комбінація двох ранніх фольклорних мотивів: розповідь про доказ версії є у французькій (фабліо) і латинській («Лідія» Матвія Вандомского (XII ст.), список якої рукою Боккаччо зберігся) версіях, але спочатку походить з Індії та Персії. Історія про дерево, також зустрічається пізніше у Чосера, родом із перської «Bahar-Danush», могла потрапити в Європу через «1001 ніч» або «Месневі» Джалаладдіна Румі (кн. 6). |
| Діонео     | VII, 10 | Двоє сієнців кохають одну жінку, куму одного з них; кум помирає і, повернувшись до товариша, згідно з даною йому обіцянкою, розповідає йому, як живеться на тому світі. | |

### Восьмий день
- VIII день, неділя.
- Королева — Лауретта.
- Тема — Різні глузування: «про жарти, які щодня роблять одне над одним: жінка над чоловіком, або над жінкою чоловік, або чоловік над чоловіком»

| Оповідач   | №        | Зміст | Джерело і подальше використання |
| ---------- | -------- | --- | --- |
| Неїфіла    | VIII, 1  | Гульфардо бере у Гаспарруоло гроші в борг і, домовившись із його дружиною, що він переспить із нею за таку ж суму, вручає їй і каже Гаспарруоло в її присутності, що повернув їх дружині, а та підтверджує, що це правда. | З французького фабліо Есташа Амьєнского. Більш відома за «Оповіданням Шкіпера» Чосера, який запозичив сюжет із того ж фабліо. Сюжет використаний Серкамби (XXXII). |
| Памфіло    | VIII, 2  | Парафіяльний священик із Варлунго, який спить із мадонною Бельколоре, залишає у неї в заставу свій плащ і, взявши у неї ступку, відсилає її з проханням повернути плащ, залишений у заставу; та віддає його з лайливими словами.                                                                                                  | Ймовірно, варіація попередньої і відбувається з тих же джерел. Віддалена паралель — фабліо «Про священика і даму». |
| Еліза      | VIII, 3  | Каландріно, Бруно і Буффальмакко йдуть вниз по Муньйоне шукати геліотропію. Каландріно уявляє, що знайшов її, і повертається додому, навантажений камінням; дружина лає його; розгніваний, він її б'є, а своїм товаришам розповідає про те, що вони самі краще його знають.                                                       | Деякі паралелі сюжету з «Горщиковою комедією» Віталія Блуаського Каландріно — персонаж 4 новел «Декамерона», його справжнє ім'я було Ноццо ді Періно, він, Бруно й Буффальмакко — реально існуючі художники. Бернардо Довізі написав п'єсу «La Calandra» (1507), першу комедію в прозі італійською мовою. Далі за нею будуть складені опери: Giovanni Alberto Ristori, «Calandro» (1726); Antonio Sacchini, «L avaro deluso, o Don Calandrino» (1778); Johann Georg Schürer, «Calandro» (1748); Giuseppe Gazzaniga, «Il Calandrino» (1771). Анатоль Франс написав оповідання «Веселун Буффальмакко». |
| Емілія     | VIII, 4  | Настоятель Фьєзоле кохає одну вдову, яка його не кохає; уявляючи, що він із нею, він спить із її служницею, а брати дами дають йому попастися в руки єпископа. | З фабліо «Про священика і Алізон» Гійома Нормандського. Є паралелі з «Касіною» Плавта і розповіддю Овідія «Фастах» про Ганну Перенні і Марсі. |
| Філострато | VIII, 5  | Троє молодих людей у Флоренції стягують штани з одного судді з Марки, поки, сидячи на суддівській лаві, він творить суд. | |
| Філомена   | VIII, 6  | Бруно і Буффальмакко, вкравши у Каландріно свиню, спонукають його зробити досвід знайти її за допомогою імбирних пігулок і вина верначчьї, а йому дають одну за одною пігулки з сабуру, змішаної з алое. Виходить так, що викрадач — він сам, і вони змушують його відкупитися, якщо не бажає, щоб вони розповіли про те дружині. | Віддалена паралель — в «Роман про лиса» (XV). Друга з історій про Каландріно і двох інших художників. Сюжет використаний д'Аннунціо в одній із його «Пекарських новел», подібний мотив у Поджо Браччоліні «Фасцетіях» («Знущання над людиною, як хотіла зарізати свиню»). |
| Пампінея   | VIII, 7  | Студент кохає вдову; закохана в іншого, вона змушує його в зимову ніч пробути на снігу в очікуванні її. Згодом, за його порадою, вона в половині липня змушена простояти цілий день на вежі, оголена, надана мухам, сліпчакам та сонячним променям.                                                                               | Має багато попередніх оповідань в Античності, Середньовіччя та Ренесанс. |
| Фьямметта  | VIII, 8  | Двоє живуть у дружбі; один із них сходиться з дружиною іншого; той, помітивши це, влаштовується з його дружиною таким чином, що його приятель замкнений у скрині, а сам він бавиться на ній із його дружиною, поки той сидить всередині.                                                                                          | Розхожий сюжет, має масу аналогів у попередньому часі. |
| Лауретта   | VIII, 9  | Лікаря маестро Сімоне, бажав вступити в корсарське суспільство, Бруно і Буффальмакко змушують вночі піти у відоме місце, а Буффальмакко скидає його в помийну яму, де й залишає. | Третя історія, де виступають митці Бруно і Буффальмакко. Окремі ремінісценції у згаданому оповіданні Анатоля Франко про Буффальмакко. |
| Діонео     | VIII, 10 | Якась сицилійка спритно викрадає у одного купця все, привезену ним у Палермо; прикинувшись, що повернувся ще з більшим, ніж раніше, товаром, і зайнявши у неї грошей, він залишає їй воду і вически. | «Disciplina Clericalis» Петруса Альфонсі або «Gesta Romanorum». |

### Дев'ятий день
- IX день, понеділок.
- «Королева» — Емілія.
- «Тема» — вільна.

| Оповідач   | №      | Зміст | Джерело і подальше використання |
| ---------- | ------ | --- | --- |
| Філомена   | IX, 1  | Мадонну Франческу кохає якийсь Ринуччьйо й якийсь Алессандро, обидва їй не до вподоби; одному вона велить лягти в гробницю, ніби він мертвий, іншому витягти звідти уявного мерця, коли ні той, ні інший не досягають мети, вона хитро відбувається від них. | |
| Еліза      | IX, 2  | Одна настоятелька поспішно встає в пітьмі, щоб захопити в ліжку з коханцем черницю, на яку їй донесли; так як із нею самою був тоді священик вона, вважаючи, що накинула на голову шаль, накинула попівські штани; коли звинувачена побачила їх і вказала настоятельці, її відпустили, і вона спокійно залишилася при своєму коханці.                           | З фабліо «Оповідь про черницю» «або» «Штани ченця» Жана де Конде (між 1313 і 1337) або з історії про Святого Ієроніма в «Золотій легенді» (1260). Сюжет використаний Луїджі Пульчи («Морганте», XVI) і Лафонтеном («Казки та новели», IV, 7). |
| Філострато | IX, 3  | На прохання Бруно, Буффальмакко й Нелло, маестро Сімоне запевняє Каландріно, що він завагітнів; той дає їм у відплату за ліки каплунів та гроші та виліковується, нічого не народивши. | Третя історія про Каландріно, і четверта про Бруно і Буффальмакко. |
| Неїфіла    | IX, 4  | Чекко, син месера Фортарріго, програє в Буонконвенто все, що у нього було, а також і гроші Чекко, сина месера Анджьольєрі; в одній сорочці він біжить за ним, кажучи, що той його пограбував, наказує селянам схопити його і, одягнувшись у шати та сівши на його коня, їде, залишивши його в одній сорочці.                                                    | |
| Фьямметта  | IX, 5  | Каландріно закохався а одну дівчину, а Бруно дає йому змову; лише тільки він доторкнувся до неї, вона пішла за ним; захоплений жінкою, він вступає з нею в сильну і надокучливу суперечку. | Четверта історія про Каландріно, Буффальмакко, на відміну від Бруно, не фігурує. |
| Памфіло    | IX, 6  | Двоє молодих людей заночували в готелі; один із них йде спати з донькою господаря, дружина якого помилково вляглася з іншим. Той, що був із донькою, лягає потім із її батьком і, прийнявши його за свого товариша, розповідає йому про все. Між ними починається сварка. Дружина, схаменувшись, йде в ліжко до доньки і потім залагоджує всі кількома словами. | З фабліо Жана Боделя «Мельник і два школяри»; мабуть, звідти черпав Чосер в «Оповіданні мажордома». |
| Пампінея   | IX, 7  | Талан ді Молезе, побачивши уві сні, що вовк роздер обличчя і горло у його дружини, говорить їй, щоб вона остерігалася; вона того не зробила, а з нею ця подія і трапилася. | Джерел не виявлено. |
| Лауретта   | IX, 8  | Бьйонделло обманом запрошує на обід Чакко, який спритно мстить йому за те, піддавши його хорошій бійці. | |
| Емілія     | IX, 9  | Двоє молодих людей запитують у Соломона ради, один — як змусити себе покохати, інший — як провчити непокірну дружину. Одному він відповідає: «Покохай», іншому велить піти до Гусячого мосту. | Історія, швидше за все, має азійське походження. |
| Діонео     | IX, 10 | Дон Дж'янні на прохання кума П'єтра творить заклинання з метою перетворити його дружину в кобилу, і коли дійшов до того, щоб приставити їй хвіст, кум П'єтро заявляє, що хвіст йому не потрібен, що псує всю справу. | На основі французького фабліо «Про дівчину, яка хотіла літати». Екранізована Пазоліні. |

### Десятий день
- Х день, вівторок.
- «Король» — Панфіло.
- «Тема» — Люб'язність та щедрість: «про тих, які вчинили щось щедре або великодушне у справах кохання або в інших».

| Оповідач   | №     | Зміст | Джерело і подальше використання |
| ---------- | ----- | --- | --- |
| Неїфіла    | X, 1  | Якийсь лицар служить у іспанського короля; йому здається, що він мало винагороджений, внаслідок чого король досвідчено доводить йому, що це не його вина, а вина злої долі, після чого щедро винагороджує його. | Порівняння короля з мулом — з «Fortunatus Siculus», італійського тексту Busone призначеним компанією Raffaelli da Gubbio (ок. 1333). Мотив із трьома скринями, ймовірно, з латинської збірки анекдотів «Gesta Romanorum», куди він потрапив з історії «Варлаама і Йосафата», він використовується Шекспіром в «Венеціанському купці». |
| Еліза      | X, 2  | Джино ді Такко бере в полон абата Клюні, виліковує його від хвороби шлунка і потім відпускає. Той, повернувшись до римського двору, мирить Гіно з папою Боніфацієм і робить його госпіталітом. | Джино ді Такко — італійський «робін гуд», про якого курсувало безліч легенд, одну з яких використовував автор. |
| Філострато | X, 3  | Мітрідан, заздрячи щедрості Натана, вирушає його вбити, зустрічає його, невзнаного, і, розвідавши у нього самого, яким способом це зробити, знаходить його в гаю, як і було домовлено. Визнавши його, відчуває сором і стає його другом. | Деякі паралелі є в поемі Сааді «Бустан». |
| Лауретта   | X, 4  | Месер Джентіле деї Каризенді, прибувши з Модени, витягує з гробниці улюблену їм жінку, прийняту за померлу і поховану; оговтавшись, вона народить сина, а месер Джентіле повертає її разом із дитиною її чоловікові, Нікколуччо Каччаніміко. | Подібний сюжет, який проникне в «Ромео і Джульєтту», зустрічається на Сході (наприклад, «Книга папуги») зустрічався у самого Боккаччо в «Філоколо», 13». Схожий, хоч не ідентичний, сюжет пропонує й легенда про флорентійську дівчину Джиневру дельї Ам'єрі, вперше опублікована на межі XV-XVI століть (але час дії якої відносять до самого кінця XIV сторіччя). На основі цієї легенди створено, серед іншого, останній незакінчений твір Персі Біші Шеллі «Гвіневра» та п'єсу Лі Ганта "Флорентійська легенда" (1840). |
| Емілія     | X, 5  | Мадонна Діанора просить месера Ансальдо влаштувати їй у січні сад такий же гарний, як і в травні. Месер Ансальдо, зобов'язавшись якомусь некроманту, доставляє їй його. Її чоловік дає їй дозвіл віддатися Ансальдо, він же, дізнавшись про великодушність чоловіка, позбавляє її від виконання обіцянки, а некромант, з свого боку, не взявши нічого, відпускає борг месеру Ансальдо. | Використання якогось французького джерела; розповідь присутня в пізніх списках санскритського збірника «Sukasaptati», «25 оповідань Ветали», «Книга папуги», «Сорок везирів», «1001 ніч». Використовується Боккаччо раніше в «Філоколо», 4. На його ж основі Чосер створить новелу «Розповідь Франкліна». У Росії — «Суди Соломона», вставна новела з оповідання» «Угадчики» у збірнику Михайла Чулкова «Пересмішник або Слов'янські казки». |
| Фьямметта  | X, 6  | Переможний король Карл Старший закохується в одну дівчину; соромлячись своєї нерозумності, він почесним чином видає в шлюб її та її сестру. | |
| Пампінея   | X, 7  | Король П'єтро, довідавшись про пристрасне кохання до нього хворої Лізи, втішає її, видає її згодом за родовитого юнака і, поцілувавши її лоб, назавжди потім кличе себе її лицарем. | Подібний сюжет про того ж короля в двох сицилійських хроніках. Використаний у комедії Мюссе «Кармазіна». |
| Філомена   | X, 8  | Софронія, яка вважає себе дружиною Джизиппо, одружена з Титом Квинцієм Фульвом; з ним вона вирушає в Рим, куди Джизиппо приходить в убогому вигляді: вважаючи, що Тит зневажає його, він стверджує, з метою померти, що вбив людину. Визнавши Джизиппо і бажаючи його врятувати, Тит каже, що вбивця — він; почувши це, вчинивший злочин видає себе сам, внаслідок чого Октавіан всіх звільняє. Тит видає за Джизиппо свою сестру і ділить із ним усе своє надбання. | «Disciplina clericalis» Петруса Альфонсі, притому що історія явно має незнайдені східні джерела. |
| Панфіло    | Х, 9  | Саладін під виглядом купця вшанований месером Торелло. Настає хрестовий похід; месер Торелло дає своїй дружині термін для нового одруження. Він узятий у полон і стає відомим султанові своїм умінням ходити за ловчими птахами; той, визнавши його і оголосивши йому, хто він, надає йому великі почесті. Месер Торето захворів і в одну ніч перенесений за допомогою чарівництва в Павію; під час свята, яке відбувалося з приводу шлюбу його дружини, він пізнаний нею і повертається з нею до себе додому. | Перша частина про переодягання східного владики — типова, друга — теж поширений фольклорний мотив, «чоловік на весіллі дружини». |
| Діонео     | X, 10 | Новела про Грізельду. Маркіз Салуцький, вимушений проханнями своїх людей одружитися, бере за себе, щоб обрати дружину за своїм бажанням, доньку одного селянина — Грізельду, і, прижившихся з нею двох дітей, запевняє її, що вбив їх. Потім, показуючи усім своїм виглядом, що вона йому набридла, і він одружиться з іншою, він велить повернутися своїй власній доньці ніби це — його дружина, а прогнати ту в одній сорочці. Бачачи, що вона все терпляче переносить, він повертає її в свій будинок, кохану більше, ніж коли-небудь, показує їй її вже дорослих дітей і шанує її і велить шанувати як маркізу. | Одна з найвідоміших новел «Декамерона». Більш ранніх письмових джерел не виявлено, мабуть циркулювала усно і була записана Боккаччо. Для додання їй благородства була перекладенка Петраркою на латину з додаванням безлічі деталей, причому Петрарка згадує, що чув цю казку до «Декамерона». У Чосера «Кентерберійських оповіданнях» дан вільний переказ «Розповіді студента». Існує трагікомедія Карла Гольдоні, комедія Ганса Сакса. Пізніше перетворена в поему-казку у віршах «Грізельда» Шарлем Перро у числі «Казок матінки Гуски». Існує названий на честь неї сексуальний «комплекс Грізельди». На честь Грізельди названий астероїд (493) Грізельда, відкритий в 1902 році. |
| —          | —     | Післямова. | |